# Kazem Sarichani
Kazem Sarichani (pers. ‌کاظم ساریخانی; ur. 5 kwietnia 1978, zm. 10 października 2013) – irański judoka. Olimpijczyk z Sydney 2000, gdzie zajął siódme miejsce w wadze półśredniej. 
Uczestnik mistrzostw świata w 1997, 1999, 2001 i 2003. Startował w Pucharze Świata w latach 1997, 1998, 2000 i 2001. Brązowy medalista igrzysk azjatyckich w 1998 i piąty w 2002. Zdobył trzy medale mistrzostw Azji w latach 1996 - 2001.

## Letnie Igrzyska Olimpijskie 2000
| Konkurencja | Eliminacje             | Eliminacje             | Eliminacje           | Repasaże             | Repasaże                | Klas. końcowa |
| Konkurencja | Przeciwnik I           | Przeciwnik II          | 1/4                  | Przeciwnik I         | Przeciwnik II           | Miejsce       |
| ----------- | ---------------------- | ---------------------- | -------------------- | -------------------- | ----------------------- | ------------- |
| 81 kg       | Brahima Guindo (MLI) Z | Graeme Randall (GBR) Z | Nuno Delgado (POR) P | Daniel Kelly (AUS) Z | Aleksei Budõlin (EST) P | 7.            |